# Paraire Tomoana
Œuvres principales
- E Pari ra, 1927 : tangi (chant de deuil)
- Pokarekare Ana, 1913 : chant d'amour
- Tika tonu : haka
- Hoea ra te waka nei
- Tahi nei taru kino

Paraire Henare Tomoana, né en 1874 ou 1875 dans la région de Hawke's Bay (plus précisément à Pakowhai ou à Waipatu) et mort le 15 avril 1946, et un auteur-compositeur néo-zélandais et un chef maori. Il est notamment l'auteur de la chanson d'amour Pokarekare Ana, et du chant de deuil E Pari ra.

## Biographie
Paraire Tomoana est issu de deux lignées de chefs maoris, par ses parents Henare Tomoana (père) et Akenehi Patoka (mère), dont il est l'aîné des treize enfants. Il appartient aux iwi (tribus) Ngati Te Whatu-i-apiti et Ngati Kahungunu, de la région de Hawke's Bay. Son père, chef influent, est député à la Chambre des représentants de 1879 à 1884 puis membre du Conseil législatif (chambre haute du Parlement) de 1898 à 1904.
Jeune enfant, Paraire est éduqué dans l'art des tactiques militaires par son grand-oncle, pour le préparer à ses futures responsabilités de chef. Il effectue sa scolarité primaire dans une école dirigée par des missionnaires anglicans (la religion de ses parents), puis étudie au Te Aute College, établissement situé sur les terres de la tribu Ngati Kahungunu et qui forme la future élite maorie de la nation. Il prend part activement à l'Association des Étudiants du Collège Te Aute, puis au Parti des Jeunes Maoris (Young Maori Party), association d'anciens étudiants du Te Aute qui se lancent en politique au début du XXe siècle. Paraire Tomoana ne fait pas carrière politique lui-même, mais demeure toute sa vie un proche ami de Sir Apirana Ngata, l'une des plus influentes personnalités politiques de l'époque, l'un de ses anciens camarades du Te Aute.

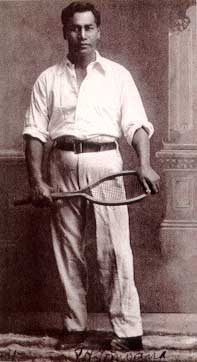
Tomoana vers 1905.

Malgré un pied difforme, il devient un athlète de renom. En 1891, il est à la fois joueur (demi de mêlée) et entraîneur de l'équipe de rugby du Te Aute lorsqu'elle remporte le championnat régional de Hawke's Bay. En 1904 il emmène l'équipe jouer en Nouvelle-Galles du Sud (Australie), puis est nommé entraîneur des All Blacks (l'équipe nationale néo-zélandaise de rugby à XV) cette même année. Il remporte également des tournois maoris de golf et de tennis.
Il s'établit comme fermier, et gère les terres de sa famille. Son premier mariage, avec Pani Potangaroa, se termine en divorce en 1913, quelques semaines avant qu'il n'épouse Kuini Ripeka Raerena. C'est pour courtiser Kuini qu'il compose le chant d'amour Pokarekare Ana. Le couple aura huit enfants (quatre fils et quatre filles), ainsi qu'un fils adoptif. Paraire Tomoana est un compositeur « pionnier dans le nouveau style des 'chants d'action' », s'inspirant des rythmes de chants européens et les adaptant à la langue maorie. 
Lorsqu'éclate la Première Guerre mondiale, il participe au projet lancé par Apirana Ngata pour lever des fonds pour soutenir les anciens combattants maoris revenus de la guerre, ainsi que les enfants des soldats tombés au front. Tomoana fonde en 1917 une troupe de chanteurs et de danseurs dont les représentations récoltent des fonds pour financer ce projet de solidarité. Ils composent des chants pour le front, pour les familles des soldats, mais aussi des chants de deuil et de commémoration. En septembre, le groupe se produit à l'hôtel de ville de Wellington ; l'un de leurs chants, Hoea ra te waka nei, devient célèbre. En janvier 1918, Tomoana publie son chant le plus célèbre, E Pari ra, un chant de deuil pour les soldats morts au combat - parmi lesquels l'un de ses fils. Ce chant est adopté comme marche lente officielle par la Royal New Zealand Navy. 
Puisant dans les archives familiales, Tomoana fournit plusieurs waiata (chants traditionnels) qu'il traduit et commente à Apirana Ngata, qui les inclut dans un recueil publié en 1928. Il publie par ailleurs plusieurs articles sur l'histoire des tribus Ngati Te Whatu-i-apiti et Ngati Kahungunu. 
Il meurt d'un accident vasculaire cérébral le 15 avril 1946, et est inhumé au cimetière de Waipatu à Hastings. 